# Будиаф, Мухаммед
Мухаммед Будиаф (араб. محمد بوضياف‎), псевдоним Си Тайеб эль Уатани (араб. سي الطيب الوطني‎); 23 июня 1919, Алжир — 29 июня 1992, Аннаба, Алжир) — алжирский государственный и политический деятель, в 1992 году — председатель Высшего государственного совета Алжира. Один из лидеров борьбы за независимость, входил в число основателей Фронта национального освобождения.
В 1954—1956 годах руководил вооружённой борьбой против французских колонизаторов, с 1956 года находился в заключении. После поражения французов в 1962 году вернулся в Алжир, где проиграл борьбу за власть и был арестован бывшими соратниками, после чего эмигрировал. Около 30 лет находился в изгнании.
Приняв власть из рук военных на фоне разгоравшейся гражданской войны, позиционировал себя как истинный лидер нации, объединяющую фигуру. Пытался начать борьбу с коррупцией. Убит собственным телохранителем после нескольких месяцев правления.

## Юность
Мухаммед Будиаф родился в Кулед Мадхи (сейчас провинция Мсила), Алжир, в бывшей аристократической семье, которая потеряла свой авторитет и влияние в колониальные времена. Его образование закончилось окончанием начальной школы по состоянию здоровья (туберкулёз) и вступлением в зарождающееся националистическое движение. Член националистической Народной партии (Parti du Peuple Algérien, PPA), позже он вошёл в партию MTLD (Движение за триумф демократических свобод) и её военизированную группировку Organisation Spéciale (ОС). Будиаф был ответственным за организацию местного отделения ОС в городе Сетиф, хранении оружия, сбора средств и подготовку партизанских сил. Он был заочно приговорён к 10 годам тюрьмы французскими властями, но избежал ареста.

## Война за независимость Алжира
1 ноября 1954 года Фронт национального освобождения начал всенародное вооружённое восстание против Франции. Будиаф в это время стал одним из лидеров движения. В 1956 году он был схвачен вместе с Ахмедом Бен Беллой и несколькими другими лидерами ФНО и заключён в тюрьму во Франции. Будучи заключённым, он был символически избран министром правительства ФНО в изгнании. В 1962 году он был выпущен из тюрьмы непосредственно перед получением Алжиром независимости, после жестокой восьмилетней войны, которая стоила более 1,5 миллионов жизней.

## После обретения независимости
После получения Алжиром независимости, в партии ФНО происходят внутренние конфликты, партия разделилась на соперничающие группировки. Ахмед Бен Белла в союзе с Хуари Бумедьеном, создал однопартийное государство под председательством Бен Беллы.
Будиаф несогласный с политикой руководства Алжира, основал подпольную оппозиционную Партию социалистической революции (PRS), ведущую свою деятельность против однопартийного правительства ФНО. Будиаф был вынужден покинуть страну и поселился в соседнем Марокко. После совершения Бумедьеном государственного переворота в 1965 году, Будиаф остался в оппозиции, как он это делал при его преемнике, Шадли Бенджедиде (у власти в 1979-92). Партия PRS принимала активное участие в акциях оппозиции к правительству.

## Возвращение в качестве главы государства
В феврале 1992 года, после 27-летнего изгнания Будиаф возвращается на родину, после предложения военных, чтобы стать председателем Верховного государственного совета (HCE), Алжира (главой военной хунты), после аннулирования результатов выборов (см. Гражданская война в Алжире). Он быстро согласился, о чем было объявлено народу Алжира. Публично он был представлен как лидер нации, который слишком долго отсутствовал, чтобы быть запятнан в акциях насилия и коррупции, но большим недостатком было то, что он был мало известен большинству из алжирской общественности. Однако его призывы к всеобъемлющим реформам и стремление положить конец правлению военных внушали надежды, и он быстро приобрёл некоторую популярность.
Даже в качестве главы государства, Будиаф полностью зависел от тех политических сил, которые привели его к власти, и его полномочия ограничивались военными. Кроме того, страна продолжала сохранять тенденцию в сторону гражданской войны, происходил рост исламистского насилия в регионах, окружающих Алжир и правительство Будиафа оказалось не в состоянии эффективно проводить реформы.

## Смерть и наследие
29 июня 1992 года Будиаф был убит телохранителем во время телевизионного публичного выступления на открытии культурного центра в Аннабе, после первого визита за пределы Алжира в качестве главы государства. Будиаф получил значительный политический статус, после своей смерти, и как сейчас цитируют многие политические комментаторы, стал мучеником Алжира, утверждают, что он мог бы быть спасителем страны.
Убийца, лейтенант Лембарек Бумарафи (Lembarek Boumaârafi), полагают что он совершил убийство из-за исламистских симпатий. Он был приговорён к смертной казни на закрытом судебном заседании в 1995 году, но приговор не был приведён в исполнение. Убийство Будиафа служит толчком для алжирских теорий заговора, многие предполагают, что Будиаф был на самом деле убит военными чтобы скрыть свою ответственность за государственный переворот и военное правление. Эти теории были сосредоточены на том, что Будиаф начал кампанию против коррупции и отстранил ряд важных военных должностных лиц от занимаемых должностей.
Мохамеда Будиафа пережила его жена, Фатиха Будиаф. Она настаивает, что его смерть не была должным образом расследована.